# Vuelta a Gran Bretaña 2021
La 81.ª edición de la Vuelta a Gran Bretaña (nombre oficial: Tour of Britain) fue una carrera de ciclismo en ruta por etapas que se celebró entre el 5 y el 12 de septiembre de 2021 en el Reino Unido, con inicio en la ciudad de Penzance y final en la ciudad de Aberdeen sobre un recorrido de 1267 kilómetros.
La prueba perteneció al UCI ProSeries 2021 dentro de la categoría 2.Pro (máxima categoría de estos circuitos) y fue ganada por el belga Wout van Aert del Jumbo-Visma. Completaron el podio, como segundo y tercer clasificado respectivamente, el británico Ethan Hayter del INEOS Grenadiers y el francés Julian Alaphilippe del Deceuninck-Quick Step.

## Equipos participantes
Tomaron parte en la carrera 20 equipos: 7 de categoría UCI WorldTeam, 4 de categoría UCI ProTeam, 6 de categoría Continental y la selección nacional del Reino Unido. Formaron así un pelotón de 107 ciclistas de los cuales finalizaron 94. Los equipos participantes fueron:
| WorldTeams (7)- Deceuninck-Quick Step - Ineos Grenadiers - Jumbo-Visma - Israel Start-Up Nation - Movistar Team - Team DSM - Qhubeka NextHash ProTeams (4)- Alpecin-Fenix - Caja Rural-Seguros RGA - Rally Cycling - Arkéa-Samsic Equipos continentales (6)- Global 6 Cycling - Canyon dhb SunGod - Ribble Weldtite Pro Cycling - Saint Piran - SwiftCarbon Pro Cycling - Trinity Racing Equipo nacional- Gran Bretaña |
| |

## Recorrido
La Vuelta a Gran Bretaña dispuso de ocho etapas para un recorrido total de 1310,9 kilómetros.
| Etapa     | Fecha     | Recorrido                                              | type                     | Distancia (km) | Desnivel (m) | Ganador          | Líder           |
| --------- | --------- | ------------------------------------------------------ | ------------------------ | -------------- | ------------ | ---------------- | --------------- |
| 1.ª etapa | 5 de sep  | Penzance – Bodmin                                      | etapa escarpada          | 180,8          | 2657 m       | Wout van Aert    | Wout van Aert   |
| 2.ª etapa | 6 de sep  | Sherford – Exeter                                      | etapa escarpada          | 183,9          | 3007 m       | Robin Carpenter  | Robin Carpenter |
| 3.ª etapa | 7 de sep  | Llandeilo – Jardín Botánico Nacional del País de Gales | contrarreloj por equipos | 18,2           | 244 m        | Ineos Grenadiers | Ethan Hayter    |
| 4.ª etapa | 8 de sep  | Aberaeron – Gran Orme                                  | etapa escarpada          | 210            | 2806 m       | Wout van Aert    | Wout van Aert   |
| 5.ª etapa | 9 de sep  | Alderley Park – Warrington                             | etapa escarpada          | 152,2          | 1508 m       | Ethan Hayter     | Ethan Hayter    |
| 6.ª etapa | 10 de sep | Carlisle – Gateshead                                   | etapa escarpada          | 198            | 2747 m       | Wout van Aert    | Ethan Hayter    |
| 7.ª etapa | 11 de sep | Hawick – Edimburgo                                     | etapa escarpada          | 194,8          | 2281 m       | Yves Lampaert    | Ethan Hayter    |
| 8.ª etapa | 12 de sep | Stonehaven – Aberdeen                                  | etapa escarpada          | 173            | 1920 m       | Wout van Aert    | Wout van Aert   |

### 1.ª etapa
| Penzance - Bodmin | etapa escarpada | (180,8 km) |

| \| Clasificación de la etapa \| Clasificación de la etapa \| Clasificación de la etapa \| Clasificación de la etapa \| Clasificación de la etapa \| \| Ciclista \| Ciclista \| Equipo \| Tiempo \| \| \| ------------------------- \| ------------------------- \| ------------------------- \| ------------------------- \| ------------------------- \| \| 1.º \| Wout van Aert \| Jumbo-Visma \| 4 h 33 min 36 s \| \| \| 2.º \| Nils Eekhoff \| Team DSM \| + 0 s \| \| \| 3.º \| Gonzalo Serrano Rodríguez \| Movistar Team \| + 0 s \| \| \| 4.º \| Ethan Hayter \| Ineos Grenadiers \| + 0 s \| \| \| 5.º \| Rory Townsend \| Canyon dhb SunGod \| + 0 s \| \| \| 6.º \| Michael Woods \| Israel Start-Up Nation \| + 0 s \| \| \| 7.º \| Giacomo Nizzolo \| Qhubeka NextHash \| + 0 s \| \| \| 8.º \| Julian Alaphilippe \| Deceuninck-Quick Step \| + 0 s \| \| \| 9.º \| Xandro Meurisse \| Alpecin-Fenix \| + 0 s \| \| \| 10.º \| Kristian Sbaragli \| Alpecin-Fenix \| + 0 s \| \| |                           |                        |                 |
| |                           |                        |                 |
| Fuente: ProCyclingStats |                           |                        |                 |
| Clasificación de la etapa |                           |                        |                 |
| Ciclista | Ciclista                  | Equipo                 | Tiempo          |
| 1.º | Wout van Aert             | Jumbo-Visma            | 4 h 33 min 36 s |
| 2.º | Nils Eekhoff              | Team DSM               | + 0 s           |
| 3.º | Gonzalo Serrano Rodríguez | Movistar Team          | + 0 s           |
| 4.º | Ethan Hayter              | Ineos Grenadiers       | + 0 s           |
| 5.º | Rory Townsend             | Canyon dhb SunGod      | + 0 s           |
| 6.º | Michael Woods             | Israel Start-Up Nation | + 0 s           |
| 7.º | Giacomo Nizzolo           | Qhubeka NextHash       | + 0 s           |
| 8.º | Julian Alaphilippe        | Deceuninck-Quick Step  | + 0 s           |
| 9.º | Xandro Meurisse           | Alpecin-Fenix          | + 0 s           |
| 10.º | Kristian Sbaragli         | Alpecin-Fenix          | + 0 s           |

| \| Clasificación general \| Clasificación general \| Clasificación general \| Clasificación general \| Clasificación general \| \| Ciclista \| Ciclista \| Equipo \| Tiempo \| \| \| --------------------- \| ------------------------- \| ---------------------- \| --------------------- \| --------------------- \| \| 1.º \| Wout van Aert \| Jumbo-Visma \| 4 h 33 min 26 s \| \| \| 2.º \| Nils Eekhoff \| Team DSM \| + 4 s \| \| \| 3.º \| Gonzalo Serrano Rodríguez \| Movistar Team \| + 6 s \| \| \| 4.º \| Ethan Hayter \| Ineos Grenadiers \| + 10 s \| \| \| 5.º \| Rory Townsend \| Canyon dhb SunGod \| + 10 s \| \| \| 6.º \| Michael Woods \| Israel Start-Up Nation \| + 10 s \| \| \| 7.º \| Giacomo Nizzolo \| Qhubeka NextHash \| + 10 s \| \| \| 8.º \| Julian Alaphilippe \| Deceuninck-Quick Step \| + 10 s \| \| \| 9.º \| Xandro Meurisse \| Alpecin-Fenix \| + 10 s \| \| \| 10.º \| Kristian Sbaragli \| Alpecin-Fenix \| + 10 s \| \| |                           |                        |                 |
| |                           |                        |                 |
| Fuente: ProCyclingStats |                           |                        |                 |
| Clasificación general |                           |                        |                 |
| Ciclista | Ciclista                  | Equipo                 | Tiempo          |
| 1.º | Wout van Aert             | Jumbo-Visma            | 4 h 33 min 26 s |
| 2.º | Nils Eekhoff              | Team DSM               | + 4 s           |
| 3.º | Gonzalo Serrano Rodríguez | Movistar Team          | + 6 s           |
| 4.º | Ethan Hayter              | Ineos Grenadiers       | + 10 s          |
| 5.º | Rory Townsend             | Canyon dhb SunGod      | + 10 s          |
| 6.º | Michael Woods             | Israel Start-Up Nation | + 10 s          |
| 7.º | Giacomo Nizzolo           | Qhubeka NextHash       | + 10 s          |
| 8.º | Julian Alaphilippe        | Deceuninck-Quick Step  | + 10 s          |
| 9.º | Xandro Meurisse           | Alpecin-Fenix          | + 10 s          |
| 10.º | Kristian Sbaragli         | Alpecin-Fenix          | + 10 s          |

### 2.ª etapa
| Sherford - Exeter | etapa escarpada | (183,9 km) |

| \| Clasificación de la etapa \| Clasificación de la etapa \| Clasificación de la etapa \| Clasificación de la etapa \| Clasificación de la etapa \| \| Ciclista \| Ciclista \| Equipo \| Tiempo \| \| \| ------------------------- \| ------------------------- \| ------------------------- \| ------------------------- \| ------------------------- \| \| 1.º \| Robin Carpenter \| Rally Cycling \| 4 h 45 min 56 s \| \| \| 2.º \| Ethan Hayter \| Ineos Grenadiers \| + 33 s \| \| \| 3.º \| Alex Peters \| SwiftCarbon Pro Cycling \| + 33 s \| \| \| 4.º \| Max Kanter \| Team DSM \| + 33 s \| \| \| 5.º \| Julian Alaphilippe \| Deceuninck-Quick Step \| + 33 s \| \| \| 6.º \| Rory Townsend \| Canyon dhb SunGod \| + 33 s \| \| \| 7.º \| Mikkel Honoré \| Deceuninck-Quick Step \| + 33 s \| \| \| 8.º \| Ethan Vernon \| Gran Bretaña \| + 33 s \| \| \| 9.º \| Kristian Sbaragli \| Alpecin-Fenix \| + 33 s \| \| \| 10.º \| Giacomo Nizzolo \| Qhubeka NextHash \| + 33 s \| \| |                    |                         |                 |
| |                    |                         |                 |
| Fuente: ProCyclingStats |                    |                         |                 |
| Clasificación de la etapa |                    |                         |                 |
| Ciclista | Ciclista           | Equipo                  | Tiempo          |
| 1.º | Robin Carpenter    | Rally Cycling           | 4 h 45 min 56 s |
| 2.º | Ethan Hayter       | Ineos Grenadiers        | + 33 s          |
| 3.º | Alex Peters        | SwiftCarbon Pro Cycling | + 33 s          |
| 4.º | Max Kanter         | Team DSM                | + 33 s          |
| 5.º | Julian Alaphilippe | Deceuninck-Quick Step   | + 33 s          |
| 6.º | Rory Townsend      | Canyon dhb SunGod       | + 33 s          |
| 7.º | Mikkel Honoré      | Deceuninck-Quick Step   | + 33 s          |
| 8.º | Ethan Vernon       | Gran Bretaña            | + 33 s          |
| 9.º | Kristian Sbaragli  | Alpecin-Fenix           | + 33 s          |
| 10.º | Giacomo Nizzolo    | Qhubeka NextHash        | + 33 s          |

| \| Clasificación general \| Clasificación general \| Clasificación general \| Clasificación general \| Clasificación general \| \| Ciclista \| Ciclista \| Equipo \| Tiempo \| \| \| --------------------- \| ------------------------- \| ----------------------- \| --------------------- \| --------------------- \| \| 1.º \| Robin Carpenter \| Rally Cycling \| 9 h 19 min 33 s \| \| \| 2.º \| Wout van Aert \| Jumbo-Visma \| + 22 s \| \| \| 3.º \| Ethan Hayter \| Ineos Grenadiers \| + 26 s \| \| \| 4.º \| Gonzalo Serrano Rodríguez \| Movistar Team \| + 28 s \| \| \| 5.º \| Alex Peters \| SwiftCarbon Pro Cycling \| + 28 s \| \| \| 6.º \| Rory Townsend \| Canyon dhb SunGod \| + 32 s \| \| \| 7.º \| Julian Alaphilippe \| Deceuninck-Quick Step \| + 32 s \| \| \| 8.º \| Giacomo Nizzolo \| Qhubeka NextHash \| + 32 s \| \| \| 9.º \| Kristian Sbaragli \| Alpecin-Fenix \| + 32 s \| \| \| 10.º \| Mikkel Honoré \| Deceuninck-Quick Step \| + 32 s \| \| |                           |                         |                 |
| |                           |                         |                 |
| Fuente: ProCyclingStats |                           |                         |                 |
| Clasificación general |                           |                         |                 |
| Ciclista | Ciclista                  | Equipo                  | Tiempo          |
| 1.º | Robin Carpenter           | Rally Cycling           | 9 h 19 min 33 s |
| 2.º | Wout van Aert             | Jumbo-Visma             | + 22 s          |
| 3.º | Ethan Hayter              | Ineos Grenadiers        | + 26 s          |
| 4.º | Gonzalo Serrano Rodríguez | Movistar Team           | + 28 s          |
| 5.º | Alex Peters               | SwiftCarbon Pro Cycling | + 28 s          |
| 6.º | Rory Townsend             | Canyon dhb SunGod       | + 32 s          |
| 7.º | Julian Alaphilippe        | Deceuninck-Quick Step   | + 32 s          |
| 8.º | Giacomo Nizzolo           | Qhubeka NextHash        | + 32 s          |
| 9.º | Kristian Sbaragli         | Alpecin-Fenix           | + 32 s          |
| 10.º | Mikkel Honoré             | Deceuninck-Quick Step   | + 32 s          |

### 3.ª etapa
| Llandeilo - Jardín Botánico Nacional del País de Gales | contrarreloj por equipos | (18,2 km) |

| \| Clasificación de la etapa \| Clasificación de la etapa \| Clasificación de la etapa \| Clasificación de la etapa \| Clasificación de la etapa \| Clasificación de la etapa \| \| Equipo \| Equipo \| Tiempo \| Diferencia \| Promedio \| \| \| ------------------------- \| --------------------------- \| ------------------------- \| ------------------------- \| ------------------------- \| ------------------------- \| \| 1.º \| Ineos Grenadiers \| 20 min 22 s \| \| 53.617 km/h \| \| \| 2.º \| Deceuninck-Quick Step \| \| + 17 s \| 52.881 km/h \| \| \| 3.º \| Jumbo-Visma \| \| + 20 s \| 52.754 km/h \| \| \| 4.º \| Israel Start-Up Nation \| \| + 43 s \| 51.794 km/h \| \| \| 5.º \| Alpecin-Fenix \| \| + 57 s \| 51.228 km/h \| \| \| 6.º \| Team DSM \| \| + 57 s \| 51.228 km/h \| \| \| 7.º \| Movistar Team \| \| + 1 min 08 s \| 50.791 km/h \| \| \| 8.º \| Ribble Weldtite Pro Cycling \| \| + 1 min 09 s \| 50.751 km/h \| \| \| 9.º \| Trinity Racing \| \| + 1 min 24 s \| 50.168 km/h \| \| \| 10.º \| Arkéa-Samsic \| \| + 1 min 28 s \| 50.015 km/h \| \| |                             |             |              |             |
| |                             |             |              |             |
| Fuente: ProCyclingStats |                             |             |              |             |
| Clasificación de la etapa |                             |             |              |             |
| Equipo | Equipo                      | Tiempo      | Diferencia   | Promedio    |
| 1.º | Ineos Grenadiers            | 20 min 22 s |              | 53.617 km/h |
| 2.º | Deceuninck-Quick Step       |             | + 17 s       | 52.881 km/h |
| 3.º | Jumbo-Visma                 |             | + 20 s       | 52.754 km/h |
| 4.º | Israel Start-Up Nation      |             | + 43 s       | 51.794 km/h |
| 5.º | Alpecin-Fenix               |             | + 57 s       | 51.228 km/h |
| 6.º | Team DSM                    |             | + 57 s       | 51.228 km/h |
| 7.º | Movistar Team               |             | + 1 min 08 s | 50.791 km/h |
| 8.º | Ribble Weldtite Pro Cycling |             | + 1 min 09 s | 50.751 km/h |
| 9.º | Trinity Racing              |             | + 1 min 24 s | 50.168 km/h |
| 10.º | Arkéa-Samsic                |             | + 1 min 28 s | 50.015 km/h |

| \| Clasificación general \| Clasificación general \| Clasificación general \| Clasificación general \| Clasificación general \| \| Ciclista \| Ciclista \| Equipo \| Tiempo \| \| \| --------------------- \| --------------------- \| ---------------------- \| --------------------- \| --------------------- \| \| 1.º \| Ethan Hayter \| Ineos Grenadiers \| 9 h 40 min 21 s \| \| \| 2.º \| Rohan Dennis \| Ineos Grenadiers \| + 6 s \| \| \| 3.º \| Wout van Aert \| Jumbo-Visma \| + 16 s \| \| \| 4.º \| Julian Alaphilippe \| Deceuninck-Quick Step \| + 23 s \| \| \| 5.º \| Mikkel Honoré \| Deceuninck-Quick Step \| + 23 s \| \| \| 6.º \| Pascal Eenkhoorn \| Jumbo-Visma \| + 38 s \| \| \| 7.º \| Michael Woods \| Israel Start-Up Nation \| + 49 s \| \| \| 8.º \| Daniel Martin \| Israel Start-Up Nation \| + 49 s \| \| \| 9.º \| Kristian Sbaragli \| Alpecin-Fenix \| + 1 min 03 s \| \| \| 10.º \| Xandro Meurisse \| Alpecin-Fenix \| + 1 min 03 s \| \| |                    |                        |                 |
| |                    |                        |                 |
| Fuente: ProCyclingStats |                    |                        |                 |
| Clasificación general |                    |                        |                 |
| Ciclista | Ciclista           | Equipo                 | Tiempo          |
| 1.º | Ethan Hayter       | Ineos Grenadiers       | 9 h 40 min 21 s |
| 2.º | Rohan Dennis       | Ineos Grenadiers       | + 6 s           |
| 3.º | Wout van Aert      | Jumbo-Visma            | + 16 s          |
| 4.º | Julian Alaphilippe | Deceuninck-Quick Step  | + 23 s          |
| 5.º | Mikkel Honoré      | Deceuninck-Quick Step  | + 23 s          |
| 6.º | Pascal Eenkhoorn   | Jumbo-Visma            | + 38 s          |
| 7.º | Michael Woods      | Israel Start-Up Nation | + 49 s          |
| 8.º | Daniel Martin      | Israel Start-Up Nation | + 49 s          |
| 9.º | Kristian Sbaragli  | Alpecin-Fenix          | + 1 min 03 s    |
| 10.º | Xandro Meurisse    | Alpecin-Fenix          | + 1 min 03 s    |

### 4.ª etapa
| Aberaeron - Gran Orme | etapa escarpada | (210 km) |

| \| Clasificación de la etapa \| Clasificación de la etapa \| Clasificación de la etapa \| Clasificación de la etapa \| Clasificación de la etapa \| \| Ciclista \| Ciclista \| Equipo \| Tiempo \| \| \| ------------------------- \| ------------------------- \| ------------------------- \| ------------------------- \| ------------------------- \| \| 1.º \| Wout van Aert \| Jumbo-Visma \| 5 h 04 min 22 s \| \| \| 2.º \| Julian Alaphilippe \| Deceuninck-Quick Step \| + 0 s \| \| \| 3.º \| Michael Woods \| Israel Start-Up Nation \| + 1 s \| \| \| 4.º \| Mikkel Honoré \| Deceuninck-Quick Step \| + 4 s \| \| \| 5.º \| Ethan Hayter \| Ineos Grenadiers \| + 8 s \| \| \| 6.º \| Daniel Martin \| Israel Start-Up Nation \| + 13 s \| \| \| 7.º \| Kristian Sbaragli \| Alpecin-Fenix \| + 16 s \| \| \| 8.º \| Simon Clarke \| Qhubeka NextHash \| + 16 s \| \| \| 9.º \| Sergio Román Martín \| Caja Rural-Seguros RGA \| + 27 s \| \| \| 10.º \| Nicolas Roche \| Team DSM \| + 29 s \| \| |                     |                        |                 |
| |                     |                        |                 |
| Fuente: ProCyclingStats |                     |                        |                 |
| Clasificación de la etapa |                     |                        |                 |
| Ciclista | Ciclista            | Equipo                 | Tiempo          |
| 1.º | Wout van Aert       | Jumbo-Visma            | 5 h 04 min 22 s |
| 2.º | Julian Alaphilippe  | Deceuninck-Quick Step  | + 0 s           |
| 3.º | Michael Woods       | Israel Start-Up Nation | + 1 s           |
| 4.º | Mikkel Honoré       | Deceuninck-Quick Step  | + 4 s           |
| 5.º | Ethan Hayter        | Ineos Grenadiers       | + 8 s           |
| 6.º | Daniel Martin       | Israel Start-Up Nation | + 13 s          |
| 7.º | Kristian Sbaragli   | Alpecin-Fenix          | + 16 s          |
| 8.º | Simon Clarke        | Qhubeka NextHash       | + 16 s          |
| 9.º | Sergio Román Martín | Caja Rural-Seguros RGA | + 27 s          |
| 10.º | Nicolas Roche       | Team DSM               | + 29 s          |

| \| Clasificación general \| Clasificación general \| Clasificación general \| Clasificación general \| Clasificación general \| \| Ciclista \| Ciclista \| Equipo \| Tiempo \| \| \| --------------------- \| --------------------- \| ---------------------- \| --------------------- \| --------------------- \| \| 1.º \| Wout van Aert \| Jumbo-Visma \| 14 h 44 min 49 s \| \| \| 2.º \| Ethan Hayter \| Ineos Grenadiers \| + 2 s \| \| \| 3.º \| Julian Alaphilippe \| Deceuninck-Quick Step \| + 11 s \| \| \| 4.º \| Mikkel Honoré \| Deceuninck-Quick Step \| + 21 s \| \| \| 5.º \| Michael Woods \| Israel Start-Up Nation \| + 40 s \| \| \| 6.º \| Rohan Dennis \| Ineos Grenadiers \| + 44 s \| \| \| 7.º \| Daniel Martin \| Israel Start-Up Nation \| + 56 s \| \| \| 8.º \| Kristian Sbaragli \| Alpecin-Fenix \| + 1 min 13 s \| \| \| 9.º \| Mark Donovan \| Team DSM \| + 1 min 34 s \| \| \| 10.º \| Xandro Meurisse \| Alpecin-Fenix \| + 1 min 38 s \| \| |                    |                        |                  |
| |                    |                        |                  |
| Fuente: ProCyclingStats |                    |                        |                  |
| Clasificación general |                    |                        |                  |
| Ciclista | Ciclista           | Equipo                 | Tiempo           |
| 1.º | Wout van Aert      | Jumbo-Visma            | 14 h 44 min 49 s |
| 2.º | Ethan Hayter       | Ineos Grenadiers       | + 2 s            |
| 3.º | Julian Alaphilippe | Deceuninck-Quick Step  | + 11 s           |
| 4.º | Mikkel Honoré      | Deceuninck-Quick Step  | + 21 s           |
| 5.º | Michael Woods      | Israel Start-Up Nation | + 40 s           |
| 6.º | Rohan Dennis       | Ineos Grenadiers       | + 44 s           |
| 7.º | Daniel Martin      | Israel Start-Up Nation | + 56 s           |
| 8.º | Kristian Sbaragli  | Alpecin-Fenix          | + 1 min 13 s     |
| 9.º | Mark Donovan       | Team DSM               | + 1 min 34 s     |
| 10.º | Xandro Meurisse    | Alpecin-Fenix          | + 1 min 38 s     |

### 5.ª etapa
| Alderley Park - Warrington | etapa escarpada | (152,2 km) |

| \| Clasificación de la etapa \| Clasificación de la etapa \| Clasificación de la etapa \| Clasificación de la etapa \| Clasificación de la etapa \| \| Ciclista \| Ciclista \| Equipo \| Tiempo \| \| \| ------------------------- \| ------------------------- \| ------------------------- \| ------------------------- \| ------------------------- \| \| 1.º \| Ethan Hayter \| Ineos Grenadiers \| 3 h 33 min 01 s \| \| \| 2.º \| Giacomo Nizzolo \| Qhubeka NextHash \| + 0 s \| \| \| 3.º \| Daniel McLay \| Arkéa-Samsic \| + 0 s \| \| \| 4.º \| Luke Lamperti \| Trinity Racing \| + 0 s \| \| \| 5.º \| Mark Cavendish \| Deceuninck-Quick Step \| + 0 s \| \| \| 6.º \| Colin Joyce \| Rally Cycling \| + 0 s \| \| \| 7.º \| Michał Paluta \| Global 6 Cycling \| + 0 s \| \| \| 8.º \| Julian Alaphilippe \| Deceuninck-Quick Step \| + 0 s \| \| \| 9.º \| Gonzalo Serrano Rodríguez \| Movistar Team \| + 0 s \| \| \| 10.º \| Kristian Sbaragli \| Alpecin-Fenix \| + 0 s \| \| |                           |                       |                 |
| |                           |                       |                 |
| Fuente: ProCyclingStats |                           |                       |                 |
| Clasificación de la etapa |                           |                       |                 |
| Ciclista | Ciclista                  | Equipo                | Tiempo          |
| 1.º | Ethan Hayter              | Ineos Grenadiers      | 3 h 33 min 01 s |
| 2.º | Giacomo Nizzolo           | Qhubeka NextHash      | + 0 s           |
| 3.º | Daniel McLay              | Arkéa-Samsic          | + 0 s           |
| 4.º | Luke Lamperti             | Trinity Racing        | + 0 s           |
| 5.º | Mark Cavendish            | Deceuninck-Quick Step | + 0 s           |
| 6.º | Colin Joyce               | Rally Cycling         | + 0 s           |
| 7.º | Michał Paluta             | Global 6 Cycling      | + 0 s           |
| 8.º | Julian Alaphilippe        | Deceuninck-Quick Step | + 0 s           |
| 9.º | Gonzalo Serrano Rodríguez | Movistar Team         | + 0 s           |
| 10.º | Kristian Sbaragli         | Alpecin-Fenix         | + 0 s           |

| \| Clasificación general \| Clasificación general \| Clasificación general \| Clasificación general \| Clasificación general \| \| Ciclista \| Ciclista \| Equipo \| Tiempo \| \| \| --------------------- \| --------------------- \| ---------------------- \| --------------------- \| --------------------- \| \| 1.º \| Ethan Hayter \| Ineos Grenadiers \| 18 h 17 min 42 s \| \| \| 2.º \| Wout van Aert \| Jumbo-Visma \| + 8 s \| \| \| 3.º \| Julian Alaphilippe \| Deceuninck-Quick Step \| + 19 s \| \| \| 4.º \| Mikkel Honoré \| Deceuninck-Quick Step \| + 29 s \| \| \| 5.º \| Michael Woods \| Israel Start-Up Nation \| + 48 s \| \| \| 6.º \| Rohan Dennis \| Ineos Grenadiers \| + 52 s \| \| \| 7.º \| Daniel Martin \| Israel Start-Up Nation \| + 1 min 04 s \| \| \| 8.º \| Kristian Sbaragli \| Alpecin-Fenix \| + 1 min 21 s \| \| \| 9.º \| Mark Donovan \| Team DSM \| + 1 min 42 s \| \| \| 10.º \| Xandro Meurisse \| Alpecin-Fenix \| + 1 min 46 s \| \| |                    |                        |                  |
| |                    |                        |                  |
| Fuente: ProCyclingStats |                    |                        |                  |
| Clasificación general |                    |                        |                  |
| Ciclista | Ciclista           | Equipo                 | Tiempo           |
| 1.º | Ethan Hayter       | Ineos Grenadiers       | 18 h 17 min 42 s |
| 2.º | Wout van Aert      | Jumbo-Visma            | + 8 s            |
| 3.º | Julian Alaphilippe | Deceuninck-Quick Step  | + 19 s           |
| 4.º | Mikkel Honoré      | Deceuninck-Quick Step  | + 29 s           |
| 5.º | Michael Woods      | Israel Start-Up Nation | + 48 s           |
| 6.º | Rohan Dennis       | Ineos Grenadiers       | + 52 s           |
| 7.º | Daniel Martin      | Israel Start-Up Nation | + 1 min 04 s     |
| 8.º | Kristian Sbaragli  | Alpecin-Fenix          | + 1 min 21 s     |
| 9.º | Mark Donovan       | Team DSM               | + 1 min 42 s     |
| 10.º | Xandro Meurisse    | Alpecin-Fenix          | + 1 min 46 s     |

### 6.ª etapa
| Carlisle - Gateshead | etapa escarpada | (198 km) |

| \| Clasificación de la etapa \| Clasificación de la etapa \| Clasificación de la etapa \| Clasificación de la etapa \| Clasificación de la etapa \| \| Ciclista \| Ciclista \| Equipo \| Tiempo \| \| \| ------------------------- \| ------------------------- \| --------------------------- \| ------------------------- \| ------------------------- \| \| 1.º \| Wout van Aert \| Jumbo-Visma \| 4 h 35 min 56 s \| \| \| 2.º \| Ethan Hayter \| Ineos Grenadiers \| + 0 s \| \| \| 3.º \| Julian Alaphilippe \| Deceuninck-Quick Step \| + 0 s \| \| \| 4.º \| Gonzalo Serrano Rodríguez \| Movistar Team \| + 0 s \| \| \| 5.º \| James Shaw \| Ribble Weldtite Pro Cycling \| + 0 s \| \| \| 6.º \| Michael Woods \| Israel Start-Up Nation \| + 0 s \| \| \| 7.º \| Daniel Martin \| Israel Start-Up Nation \| + 0 s \| \| \| 8.º \| Mikkel Honoré \| Deceuninck-Quick Step \| + 0 s \| \| \| 9.º \| Matteo Jorgenson \| Movistar Team \| + 4 s \| \| \| 10.º \| Carlos Rodríguez \| Ineos Grenadiers \| + 4 s \| \| |                           |                             |                 |
| |                           |                             |                 |
| Fuente: ProCyclingStats |                           |                             |                 |
| Clasificación de la etapa |                           |                             |                 |
| Ciclista | Ciclista                  | Equipo                      | Tiempo          |
| 1.º | Wout van Aert             | Jumbo-Visma                 | 4 h 35 min 56 s |
| 2.º | Ethan Hayter              | Ineos Grenadiers            | + 0 s           |
| 3.º | Julian Alaphilippe        | Deceuninck-Quick Step       | + 0 s           |
| 4.º | Gonzalo Serrano Rodríguez | Movistar Team               | + 0 s           |
| 5.º | James Shaw                | Ribble Weldtite Pro Cycling | + 0 s           |
| 6.º | Michael Woods             | Israel Start-Up Nation      | + 0 s           |
| 7.º | Daniel Martin             | Israel Start-Up Nation      | + 0 s           |
| 8.º | Mikkel Honoré             | Deceuninck-Quick Step       | + 0 s           |
| 9.º | Matteo Jorgenson          | Movistar Team               | + 4 s           |
| 10.º | Carlos Rodríguez          | Ineos Grenadiers            | + 4 s           |

| \| Clasificación general \| Clasificación general \| Clasificación general \| Clasificación general \| Clasificación general \| \| Ciclista \| Ciclista \| Equipo \| Tiempo \| \| \| --------------------- \| --------------------- \| ---------------------- \| --------------------- \| --------------------- \| \| 1.º \| Ethan Hayter \| Ineos Grenadiers \| 23 h 53 min 32 s \| \| \| 2.º \| Wout van Aert \| Jumbo-Visma \| + 4 s \| \| \| 3.º \| Julian Alaphilippe \| Deceuninck-Quick Step \| + 21 s \| \| \| 4.º \| Mikkel Honoré \| Deceuninck-Quick Step \| + 35 s \| \| \| 5.º \| Michael Woods \| Israel Start-Up Nation \| + 54 s \| \| \| 6.º \| Rohan Dennis \| Ineos Grenadiers \| + 1 min 08 s \| \| \| 7.º \| Daniel Martin \| Israel Start-Up Nation \| + 1 min 10 s \| \| \| 8.º \| Kristian Sbaragli \| Alpecin-Fenix \| + 1 min 37 s \| \| \| 9.º \| Mark Donovan \| Team DSM \| + 1 min 58 s \| \| \| 10.º \| Carlos Rodríguez \| Ineos Grenadiers \| + 2 min 01 s \| \| |                    |                        |                  |
| |                    |                        |                  |
| Fuente: ProCyclingStats |                    |                        |                  |
| Clasificación general |                    |                        |                  |
| Ciclista | Ciclista           | Equipo                 | Tiempo           |
| 1.º | Ethan Hayter       | Ineos Grenadiers       | 23 h 53 min 32 s |
| 2.º | Wout van Aert      | Jumbo-Visma            | + 4 s            |
| 3.º | Julian Alaphilippe | Deceuninck-Quick Step  | + 21 s           |
| 4.º | Mikkel Honoré      | Deceuninck-Quick Step  | + 35 s           |
| 5.º | Michael Woods      | Israel Start-Up Nation | + 54 s           |
| 6.º | Rohan Dennis       | Ineos Grenadiers       | + 1 min 08 s     |
| 7.º | Daniel Martin      | Israel Start-Up Nation | + 1 min 10 s     |
| 8.º | Kristian Sbaragli  | Alpecin-Fenix          | + 1 min 37 s     |
| 9.º | Mark Donovan       | Team DSM               | + 1 min 58 s     |
| 10.º | Carlos Rodríguez   | Ineos Grenadiers       | + 2 min 01 s     |

### 7.ª etapa
| Hawick - Edimburgo | etapa escarpada | (194,8 km) |

| \| Clasificación de la etapa \| Clasificación de la etapa \| Clasificación de la etapa \| Clasificación de la etapa \| Clasificación de la etapa \| \| Ciclista \| Ciclista \| Equipo \| Tiempo \| \| \| ------------------------- \| ------------------------- \| --------------------------- \| ------------------------- \| ------------------------- \| \| 1.º \| Yves Lampaert \| Deceuninck-Quick Step \| 4 h 39 min 09 s \| \| \| 2.º \| Matteo Jorgenson \| Movistar Team \| + 0 s \| \| \| 3.º \| Matthew Gibson \| Ribble Weldtite Pro Cycling \| + 0 s \| \| \| 4.º \| Davide Ballerini \| Deceuninck-Quick Step \| + 35 s \| \| \| 5.º \| Pascal Eenkhoorn \| Jumbo-Visma \| + 41 s \| \| \| 6.º \| Ethan Hayter \| Ineos Grenadiers \| + 1 min 51 s \| \| \| 7.º \| Wout van Aert \| Jumbo-Visma \| + 1 min 51 s \| \| \| 8.º \| Max Kanter \| Team DSM \| + 1 min 51 s \| \| \| 9.º \| Rohan Dennis \| Ineos Grenadiers \| + 1 min 51 s \| \| \| 10.º \| Kristian Sbaragli \| Alpecin-Fenix \| + 1 min 51 s \| \| |                   |                             |                 |
| |                   |                             |                 |
| Fuente: ProCyclingStats |                   |                             |                 |
| Clasificación de la etapa |                   |                             |                 |
| Ciclista | Ciclista          | Equipo                      | Tiempo          |
| 1.º | Yves Lampaert     | Deceuninck-Quick Step       | 4 h 39 min 09 s |
| 2.º | Matteo Jorgenson  | Movistar Team               | + 0 s           |
| 3.º | Matthew Gibson    | Ribble Weldtite Pro Cycling | + 0 s           |
| 4.º | Davide Ballerini  | Deceuninck-Quick Step       | + 35 s          |
| 5.º | Pascal Eenkhoorn  | Jumbo-Visma                 | + 41 s          |
| 6.º | Ethan Hayter      | Ineos Grenadiers            | + 1 min 51 s    |
| 7.º | Wout van Aert     | Jumbo-Visma                 | + 1 min 51 s    |
| 8.º | Max Kanter        | Team DSM                    | + 1 min 51 s    |
| 9.º | Rohan Dennis      | Ineos Grenadiers            | + 1 min 51 s    |
| 10.º | Kristian Sbaragli | Alpecin-Fenix               | + 1 min 51 s    |

| \| Clasificación general \| Clasificación general \| Clasificación general \| Clasificación general \| Clasificación general \| \| Ciclista \| Ciclista \| Equipo \| Tiempo \| \| \| --------------------- \| --------------------- \| ---------------------- \| --------------------- \| --------------------- \| \| 1.º \| Ethan Hayter \| Ineos Grenadiers \| 27 h 34 min 32 s \| \| \| 2.º \| Wout van Aert \| Jumbo-Visma \| + 4 s \| \| \| 3.º \| Julian Alaphilippe \| Deceuninck-Quick Step \| + 21 s \| \| \| 4.º \| Mikkel Honoré \| Deceuninck-Quick Step \| + 35 s \| \| \| 5.º \| Michael Woods \| Israel Start-Up Nation \| + 54 s \| \| \| 6.º \| Rohan Dennis \| Ineos Grenadiers \| + 1 min 08 s \| \| \| 7.º \| Daniel Martin \| Israel Start-Up Nation \| + 1 min 10 s \| \| \| 8.º \| Kristian Sbaragli \| Alpecin-Fenix \| + 1 min 37 s \| \| \| 9.º \| Mark Donovan \| Team DSM \| + 1 min 58 s \| \| \| 10.º \| Carlos Rodríguez \| Ineos Grenadiers \| + 2 min 01 s \| \| |                    |                        |                  |
| |                    |                        |                  |
| Fuente: ProCyclingStats |                    |                        |                  |
| Clasificación general |                    |                        |                  |
| Ciclista | Ciclista           | Equipo                 | Tiempo           |
| 1.º | Ethan Hayter       | Ineos Grenadiers       | 27 h 34 min 32 s |
| 2.º | Wout van Aert      | Jumbo-Visma            | + 4 s            |
| 3.º | Julian Alaphilippe | Deceuninck-Quick Step  | + 21 s           |
| 4.º | Mikkel Honoré      | Deceuninck-Quick Step  | + 35 s           |
| 5.º | Michael Woods      | Israel Start-Up Nation | + 54 s           |
| 6.º | Rohan Dennis       | Ineos Grenadiers       | + 1 min 08 s     |
| 7.º | Daniel Martin      | Israel Start-Up Nation | + 1 min 10 s     |
| 8.º | Kristian Sbaragli  | Alpecin-Fenix          | + 1 min 37 s     |
| 9.º | Mark Donovan       | Team DSM               | + 1 min 58 s     |
| 10.º | Carlos Rodríguez   | Ineos Grenadiers       | + 2 min 01 s     |

### 8.ª etapa
| Stonehaven - Aberdeen | etapa escarpada | (173 km) |

| \| Clasificación de la etapa \| Clasificación de la etapa \| Clasificación de la etapa \| Clasificación de la etapa \| Clasificación de la etapa \| \| Ciclista \| Ciclista \| Equipo \| Tiempo \| \| \| ------------------------- \| ------------------------- \| --------------------------- \| ------------------------- \| ------------------------- \| \| 1.º \| Wout van Aert \| Jumbo-Visma \| 4 h 07 min 56 s \| \| \| 2.º \| André Greipel \| Israel Start-Up Nation \| + 0 s \| \| \| 3.º \| Mark Cavendish \| Deceuninck-Quick Step \| + 0 s \| \| \| 4.º \| Colin Joyce \| Rally Cycling \| + 0 s \| \| \| 5.º \| Max Kanter \| Team DSM \| + 0 s \| \| \| 6.º \| Rory Townsend \| Canyon dhb SunGod \| + 0 s \| \| \| 7.º \| Matthew Gibson \| Ribble Weldtite Pro Cycling \| + 0 s \| \| \| 8.º \| Ollie Peckover \| SwiftCarbon Pro Cycling \| + 0 s \| \| \| 9.º \| Matthew Bostock \| Canyon dhb SunGod \| + 0 s \| \| \| 10.º \| Gabriel Cullaigh \| Movistar Team \| + 0 s \| \| |                  |                             |                 |
| |                  |                             |                 |
| Fuente: ProCyclingStats |                  |                             |                 |
| Clasificación de la etapa |                  |                             |                 |
| Ciclista | Ciclista         | Equipo                      | Tiempo          |
| 1.º | Wout van Aert    | Jumbo-Visma                 | 4 h 07 min 56 s |
| 2.º | André Greipel    | Israel Start-Up Nation      | + 0 s           |
| 3.º | Mark Cavendish   | Deceuninck-Quick Step       | + 0 s           |
| 4.º | Colin Joyce      | Rally Cycling               | + 0 s           |
| 5.º | Max Kanter       | Team DSM                    | + 0 s           |
| 6.º | Rory Townsend    | Canyon dhb SunGod           | + 0 s           |
| 7.º | Matthew Gibson   | Ribble Weldtite Pro Cycling | + 0 s           |
| 8.º | Ollie Peckover   | SwiftCarbon Pro Cycling     | + 0 s           |
| 9.º | Matthew Bostock  | Canyon dhb SunGod           | + 0 s           |
| 10.º | Gabriel Cullaigh | Movistar Team               | + 0 s           |

## Clasificaciones finales
- Las clasificaciones finalizaron de la siguiente forma:[4]

### Clasificación general
| \| Clasificación general \| Clasificación general \| Clasificación general \| Clasificación general \| Clasificación general \| \| Ciclista \| Ciclista \| Equipo \| Tiempo \| \| \| --------------------- \| --------------------- \| ---------------------- \| --------------------- \| --------------------- \| \| 1.º \| Wout van Aert \| Jumbo-Visma \| 31 h 42 min 22 s \| \| \| 2.º \| Ethan Hayter \| Ineos Grenadiers \| + 6 s \| \| \| 3.º \| Julian Alaphilippe \| Deceuninck-Quick Step \| + 27 s \| \| \| 4.º \| Mikkel Honoré \| Deceuninck-Quick Step \| + 41 s \| \| \| 5.º \| Michael Woods \| Israel Start-Up Nation \| + 1 min 00 s \| \| \| 6.º \| Rohan Dennis \| Ineos Grenadiers \| + 1 min 14 s \| \| \| 7.º \| Daniel Martin \| Israel Start-Up Nation \| + 1 min 16 s \| \| \| 8.º \| Kristian Sbaragli \| Alpecin-Fenix \| + 1 min 43 s \| \| \| 9.º \| Mark Donovan \| Team DSM \| + 2 min 04 s \| \| \| 10.º \| Carlos Rodríguez \| Ineos Grenadiers \| + 2 min 07 s \| \| |                    |                        |                  |
| |                    |                        |                  |
| Fuente: ProCyclingStats |                    |                        |                  |
| Clasificación general |                    |                        |                  |
| Ciclista | Ciclista           | Equipo                 | Tiempo           |
| 1.º | Wout van Aert      | Jumbo-Visma            | 31 h 42 min 22 s |
| 2.º | Ethan Hayter       | Ineos Grenadiers       | + 6 s            |
| 3.º | Julian Alaphilippe | Deceuninck-Quick Step  | + 27 s           |
| 4.º | Mikkel Honoré      | Deceuninck-Quick Step  | + 41 s           |
| 5.º | Michael Woods      | Israel Start-Up Nation | + 1 min 00 s     |
| 6.º | Rohan Dennis       | Ineos Grenadiers       | + 1 min 14 s     |
| 7.º | Daniel Martin      | Israel Start-Up Nation | + 1 min 16 s     |
| 8.º | Kristian Sbaragli  | Alpecin-Fenix          | + 1 min 43 s     |
| 9.º | Mark Donovan       | Team DSM               | + 2 min 04 s     |
| 10.º | Carlos Rodríguez   | Ineos Grenadiers       | + 2 min 07 s     |

### Clasificación de la montaña
| Clasificación de la montaña | Clasificación de la montaña | Clasificación de la montaña | Clasificación de la montaña | Clasificación de la montaña |
| Ciclista                    | Ciclista                    | Equipo                      | Puntos                      |                             |
| --------------------------- | --------------------------- | --------------------------- | --------------------------- | --------------------------- |
| 1.º                         | Jacob Scott                 | Canyon dhb SunGod           | 66 pts                      |                             |
| 2.º                         | Nícolas Sessler             | Global 6 Cycling            | 32 pts                      |                             |
| 3.º                         | Rory Townsend               | Canyon dhb SunGod           | 30 pts                      |                             |
| 4.º                         | Robin Carpenter             | Rally Cycling               | 29 pts                      |                             |
| 5.º                         | Tim Declercq                | Deceuninck-Quick Step       | 24 pts                      |                             |
| 6.º                         | George Bennett              | Jumbo-Visma                 | 24 pts                      |                             |
| 7.º                         | Jokin Murguialday           | Caja Rural-Seguros RGA      | 20 pts                      |                             |
| 8.º                         | Colin Joyce                 | Rally Cycling               | 19 pts                      |                             |
| 9.º                         | Jimmy Janssens              | Alpecin-Fenix               | 19 pts                      |                             |
| 10.º                        | Daniel McLay                | Arkéa-Samsic                | 18 pts                      |                             |

### Clasificación por puntos
| Clasificación por puntos | Clasificación por puntos  | Clasificación por puntos | Clasificación por puntos | Clasificación por puntos |
| Ciclista                 | Ciclista                  | Equipo                   | Puntos                   |                          |
| ------------------------ | ------------------------- | ------------------------ | ------------------------ | ------------------------ |
| 1.º                      | Ethan Hayter              | Ineos Grenadiers         | 81 pts                   |                          |
| 2.º                      | Wout van Aert             | Jumbo-Visma              | 69 pts                   |                          |
| 3.º                      | Julian Alaphilippe        | Deceuninck-Quick Step    | 58 pts                   |                          |
| 4.º                      | Gonzalo Serrano Rodríguez | Movistar Team            | 35 pts                   |                          |
| 5.º                      | Kristian Sbaragli         | Alpecin-Fenix            | 34 pts                   |                          |
| 6.º                      | Michael Woods             | Israel Start-Up Nation   | 33 pts                   |                          |
| 7.º                      | Mikkel Honoré             | Deceuninck-Quick Step    | 32 pts                   |                          |
| 8.º                      | Rory Townsend             | Canyon dhb SunGod        | 31 pts                   |                          |
| 9.º                      | Max Kanter                | Team DSM                 | 31 pts                   |                          |
| 10.º                     | Mark Cavendish            | Deceuninck-Quick Step    | 27 pts                   |                          |

### Clasificación de las metas volantes
| Clasificación de las metas volantes | Clasificación de las metas volantes | Clasificación de las metas volantes | Clasificación de las metas volantes | Clasificación de las metas volantes |
| Ciclista                            | Ciclista                            | Equipo                              | Puntos                              |                                     |
| ----------------------------------- | ----------------------------------- | ----------------------------------- | ----------------------------------- | ----------------------------------- |

## Evolución de las clasificaciones
| Etapa                   | Vencedor                | Clasificación general | Clasificación de la montaña | Clasificación por puntos | Clasificación por equipos |
| ----------------------- | ----------------------- | --------------------- | --------------------------- | ------------------------ | ------------------------- |
| 1.ª                     | Wout van Aert           | Wout van Aert         | Jacob Scott                 | Wout van Aert            | INEOS Grenadiers          |
| 2.ª                     | Robin Carpenter         | Robin Carpenter       | Jacob Scott                 | Ethan Hayter             | INEOS Grenadiers          |
| 3.ª                     | INEOS Grenadiers        | Ethan Hayter          | Jacob Scott                 | Ethan Hayter             | INEOS Grenadiers          |
| 4.ª                     | Wout van Aert           | Wout van Aert         | Jacob Scott                 | Ethan Hayter             | INEOS Grenadiers          |
| 5.ª                     | Ethan Hayter            | Ethan Hayter          | Jacob Scott                 | Ethan Hayter             | INEOS Grenadiers          |
| 6.ª                     | Wout van Aert           | Ethan Hayter          | Jacob Scott                 | Ethan Hayter             | INEOS Grenadiers          |
| 7.ª                     | Yves Lampaert           | Ethan Hayter          | Jacob Scott                 | Ethan Hayter             | Deceuninck-Quick Step     |
| 8.ª                     | Wout van Aert           | Wout van Aert         | Jacob Scott                 | Ethan Hayter             | Deceuninck-Quick Step     |
| Clasificaciones finales | Clasificaciones finales | Wout van Aert         | Jacob Scott                 | Ethan Hayter             | Deceuninck-Quick Step     |

## UCI World Ranking
La Vuelta a Gran Bretaña otorgó puntos para el UCI World Ranking para corredores de los equipos en las categorías UCI WorldTeam, UCI ProTeam y Continental. Las siguientes tablas son el baremo de puntuación y los 10 corredores que obtuvieron más puntos:
| Posición              | 1.º | 2.º | 3.º | 4.º | 5.º | 6.º | 7.º | 8.º | 9.º | 10.º | 11.º | 12.º | 13.º | 14.º | 15.º | 16.º-30.º | 31.º-40.º |
| Clasificación general | 200 | 150 | 125 | 100 | 85  | 70  | 60  | 50  | 40  | 35   | 30   | 25   | 20   | 15   | 10   | 5         | 3         |
| Por etapa             | 20  | 10  | 5   |     |     |     |     |     |     |      |      |      |      |      |      |           |           |
| Líder                 | 5   |     |     |     |     |     |     |     |     |      |      |      |      |      |      |           |           |

| Clasificación |                    |                        |         |       |       |        |
| Posición      | Ciclista           | Equipo                 | General | Etapa | Líder | Total  |
| ------------- | ------------------ | ---------------------- | ------- | ----- | ----- | ------ |
| 1.º           | Wout van Aert      | Jumbo-Visma            | 200     | 81    | 10    | 291    |
| 2.º           | Ethan Hayter       | INEOS Grenadiers       | 150     | 43,33 | 20    | 213,33 |
| 3.º           | Julian Alaphilippe | Deceuninck-Quick Step  | 125     | 16,67 | -     | 141,67 |
| 4.º           | Mikkel Honoré      | Deceuninck-Quick Step  | 100     | 1,67  | -     | 101,67 |
| 5.º           | Michael Woods      | Israel Start-Up Nation | 85      | 5     | -     | 90     |
| 6.º           | Rohan Dennis       | INEOS Grenadiers       | 70      | 3,33  | -     | 73,33  |
| 7.º           | Daniel Martin      | Israel Start-Up Nation | 60      | -     | -     | 60     |
| 8.º           | Kristian Sbaragli  | Alpecin-Fenix          | 50      | -     | -     | 50     |
| 9.º           | Mark Donovan       | DSM                    | 40      | -     | -     | 40     |
| 10.º          | Carlos Rodríguez   | INEOS Grenadiers       | 35      | 3,33  | -     | 38,33  |